# Biossido di vanadio
Il biossido di vanadio, o ossido di vanadio (IV), è un composto chimico di formula VO2 che in condizioni normali si presenta come un solido di colore blu scuro/nero.

## Storia
Venne scoperto per la prima volta da Morin nel 1959 durante uno studio sulla transizione metallo-isolante.
Nel 1991 ne venne dimostrata la transizione di fase indotta da fotoni utilizzando un'onda continua di HeNe (632 nm) 2 mW o 1 mJ/cm2. Nel 1999 ne venne indotta la transizione utilizzando impulsi laser Nd:YAG (1,064 nm) ≥1 mJ/cm2 con un tempo di transizione compreso tra i μs e i ms.
Nel 2001 ne venne dimostrata una transizione molto veloce (<100 fs) utilizzando impulsi laser ad alta potenza (raggi X o visibile), che permise di dimostrare come la transizione sia puramente fotonica e molto più breve rispetto all'effetto termico all'interno dl materiale.
Nel 2007 ne venne confermata la transizione fotonica attraverso al visualizzazione 4D delle strutture transizionali in trasformazioni di fase attraverso diffrazione elettronica.

## Caratteristiche strutturali e fisiche
Il composto è l'ossido stabile del vanadio tetravalente. Esso presenta le seguenti caratteristiche:
- 2 accettori di legami a idrogeno
- 3 atomi pesanti
- massa monoisotopica = 82.933787 Da
- superficie polare = 34.1 Å²
- densità relativa = 4,55
- dimensione media delle particelle = 129 µm
- distribuzione della dimensione delle particelle: D10 = 9 µm, D50 = 129 µm, D90 = 973 µm
- polverosità totale = 359,86 mg/g

Il composto è stabile a temperatura ambiente, non contiene gruppi chimici che possono portare alla combustione spontanea a contatto con l'aria o l'acqua, non è esplosivo, non è ossidante.
In condizioni standard, il VO2 assume una struttura tetragonale (rutile, R) con gruppo spaziale P42/mnm (#136) e costanti reticolari a = b ≈ 4.55 Å e c ≈ 2.85 Å sopra Tc. Sotto Tc, la struttura cristallina stechiometrica non deformata risulta monoclina, la cosiddetta fase M1, con un gruppo spaziale P21/c (#14) e costanti reticolari a ≈ 5.75 Å, b ≈ 4.53 Å, c ≈ 5.38 Å, β = 122.6°.
Come altri ossidi metallici, manifesta un comportamento differente in funzione della temperatura: sotto un valore di soglia, noto come “temperatura di transizione” (intorno ai 67 – 68 °C), manifesta le proprietà tipiche di un semiconduttore, al di sopra quelle di un metallo.
Nella transizione metallo-isolante, il biossido di vanadio presenta il maggior numero di cambiamenti reversibili delle caratteristiche ottiche, termiche e di conduttività elettrica. Tali cambiamenti possono essere indotti non solo attraverso variazioni di temperatura, ma anche attraverso l'applicazione di sforzi, pressione, correnti elettriche, tensioni o laser fotonici.
Nel 2022 è stato scoperto che, se viene sottoposto a variazioni di temperatura e a stimoli elettrici, è in grado di 'ricordare' la prima transizione di fase e anticipare la successiva. Una sorta di memoria dell'impulso elettrico ricevuto in precedenza, che permette al materiale di reagire in modo più veloce quando viene nuovamente stimolato.
Le caratteristiche del composto possono essere modificate per specifiche applicazioni modificando i parametri di transizione, ad esempio drogando il materiale con tungsteno che permette di diminuire la temperatura di transizione fino alla temperatura ambiente o a temperature anche inferiori se necessario, o con molibdeno che invece aumenta la temperatura di transizione.

## Sintesi
Si ottiene per blanda riduzione del pentossido di divanadio (V2O5). Un metodo classico consiste nella fusione di V2O5 con acido ossalico.

## Reattività e caratteristiche chimiche
Il composto è insolubile in acqua.
Si tratta di una sostanza anfotera, solubile sia in basi che acidi non complessanti. In soluzione acquosa, forma lo ione vanadile pentaidrato [VO(H2O)5]++ di colore blu. Da questo:
- per acidificazione a pH 4 si ottiene l'ossido idrato grigio VO2.nH2O
- per fusione con ossidi di metalli alcalino-terrosi (M(II)) si ottengono composti solidi descritti generalmente come M(II)VO3 e M(II)2VO4
- in acqua, con acidi e basi, si ottiene lo ione pentaidrato di vanadile VO(H2O)5++

### Vanadile
Il catione 2+ del diossido di vanadio(IV) per perdita di uno ione ossigeno è detto ione ossovanadio(IV) o vanadile, di formula VO++. Esso rappresenta la specie chimica più importante del VO2. Lo ione e molti suoi composti sono prevalentemente di colore blu, alcuni complessi con basi di Schiff hanno colori che variano dal giallo al marrone, ma sono stati trovati composti di colore differente (es. Na8(VO)2(SO4)6 , verde).
Il vanadile si ottiene anche per blanda riduzione dello ione VO2+ o per ossidazione con aria di soluzioni di V3+. L'interazione di V2O5 con acido cloridrico in etanolo produce soluzioni contenenti la specie VOCl53- che può essere usata come precursore dei complessi del vanadile. Il vanadile forma inoltre composti solidi stabili con ossoanioni, alcuni dei quali hanno importanza pratica o nella sintesi chimica (catalizzatori). Ne sono un esempio:
- il cloruro di vanadile, VOCl2, usato in tintoria come mordente
- l'α- e il β-solfato di vanadile, VOSO4, usati in medicina e come integratori alimentari
- il molibdato di vanadile, VO(MoO4)
- VO(Se2O5)
- VO(SiP2O8)
- una serie vastissima di complessi anche con leganti organici (es. il diacetilacetato di vanadile, C10H14O5V)

## Applicazioni
Il biossido di vanadio è un promettente materiale a cambiamento attivo di fase (PCM) riconfigurabile e riprogrammabile che è stato incorporato nella fotonica del silicio, nella plasmonica e in altri nanocompositi ibridi per ottenere prestazioni migliorate, fornisce una piattaforma per la fotonica riconfigurabile e consente la produzione di interruttori ottici ultraveloci, modulatori ed elementi di memoria.
Il biossido di vanadio, specialmente in forma nanocristallina, trova inoltre impiego negli smalti, negli otturatori ottici, nei modulatori ottici, nei modulatori a infrarossi per sistemi di guida missilistica e fotocamere. Viene utilizzato nei commutatori ottici ed elettrici, negli attenuatori variabili, nei filtri ottici, nei bolometri a infrarosso e radiatori termici per veicoli spaziali.
Ne è stato proposto l'utilizzo in tessuti termoregolanti in quanto permettono di allungarne la durata, riducono le perdite di calore e regolano in continuazione la temperatura in base ai cambiamenti nella temperatura circostante.
A partire dagli anni '90 sono stati effettuati studi per utilizzare la deposizione di VO2 in film sottili o spessi su SiO2 (silice) o Al2O3 (ossido di alluminio) per la produzione di finestre intelligenti in grado di lasciar passare la luce solare quando la temperatura è più bassa di quella di transizione e rifletterla quando la temperatura è più alta di quella di transizione, con conseguente riscaldamento della stanza o dell'edificio.
Recentemente è stato proposto il suo utilizzo in varie applicazioni come fast low energy cost steep-slope transistor e come materiale per la computazione neuromorfica basata su switching resistivo, un importante elemento nei dispositivi neuromorfici ispirati al cervello biomimetico per l'implementazione hardware dell'intelligenza artificiale.
Uno studio del 2021 dimostra che è possibile miniaturizzare sistemi ibridi plasmonici di VO2 a livello di nanoantenna mantenendo un comportamento controllabile, dinamiche nell'ordine dei picosecondi, nonché la risposta ottica e termica.
Esistono studi sull'applicazione del composto nella produzione di sensori come sensori radar a onde millimetriche e sensori spintronici intelligenti.

### Metodi di deposizione
Esistono 10 metodi principali di deposizione del composto i quali permettono di avere un processo di produzione semplice e riproducibile che preveda:
- il controllo dello spessore del film a livello nanometrico o sub-nanometrico, attraverso una calibrazione affidabile e accurata per ciascuno step andando ad aumentare lo spessore fino al valore desiderato
- il controllo stechiometrico evitando la formazione di V2O3 or V2O5
- il controllo della dimensione dei granuli e della porosità
- l'uniformità del film
- il controllo della temperatura di deposizione
- la possibilità di evitare la ricottura dopo la deposizione

Tra di essi troviamo:
1. processo sol-gel
2. deposizione laser pulsata (PLD)
3. polverizzazione catodica del vanadio
4. ossidazione del vanadio per la produzione di VO2
5. riduzione dei film di V2O5 a VO2
6. deposizione chimica da vapore (CVD)
7. deposizione dello strato atomico (ALD)
8. deposizione a fascio di elettroni
9. epitassia da fasci molecolari (MBE)

## Impatto ambientale
Sono disponibili pochi dati sul tasso e il livello con cui il biossido di vanadio produce specie ioniche biodisponibili e altri composti del vanadio nell'ambiente. Il biossido di vanadio a pH 6 e 8, come altri composti inorganici del vanadio, si ossida immediatamente a vanadio (V) a seguito di dissoluzione (96% (V(V) dopo 24 ore) e viene trattenuto in forma pentavalente (86-98% V(V) dopo 28 giorni).

## Legislazione
- The Australian Inventory of Industrial Chemicals
- Regolamento REACH